# Aurel Vlaicu
Aurel Vlaicu (Binținți, actual Aurel Vlaicu, Rumanía, 15 de junio de 1881 — Băneşti, Rumanía, 13 de septiembre de 1913) fue un ingeniero, inventor, constructor de aeronaves y piloto rumano, considerado uno de los pioneros de la aviación mundial.
Aurel Vlaicu nació en Binţinţi (ahora rebautizado como Aurel Vlaicu), Geoagiu, Transilvania entonces perteneciente a Hungría. Asistió a la Escuela Secundaria calvinista en Orastie (que adoptó el nombre de "Liceul Aurel Vlaicu" en su honor en 1919) y terminó su Bachillerato en Sibiu en 1902. Amplía sus estudios en la Universidad Técnica de Budapest y la Technische Hochschule de Múnich en Alemania, obteniendo su diploma de ingeniero en 1907.
Después de trabajar en la fábrica de Opel en Rüsselsheim, volvió a Binţinţi y construyó un planeador que voló en el verano de 1909. Más tarde ese año, se trasladó a Bucarest, en el entonces Reino de Rumania, donde inició la construcción del Vlaicu II que voló por primera vez el 17 de junio de 1910 sobre el campo de Cotroceni.
Con su modelo Vlaicu II, terminado en 1911, Aurel Vlaicu ganó varios premios sumando 7.500 coronas austrohúngaras (por el mejor aterrizaje preciso, lanzamiento de proyectiles y vuelo cercano alrededor de un poste) en 1912 en el Salón Aeronáutico de Aspern, cerca de Viena, donde compitió contra otros 42 aviadores, incluyendo Roland Garros. La prensa de la época consideró a Aurel Vlaicu el segundo mejor piloto del concurso organizado por al aviador francés Roland Garros.
Presionado por el rumor de que otros dos pilotos rumanos estaban a punto de intentar cruzar la cordillera de los Cárpatos junto con su deseo de asistir a las festividades de ASTRA cerca de Orastie y saludar a los rumanos de Transilvania, Vlaicu no esperó a la finalización de su tercer prototipo "Vlaicu III"- este diseño de los años 1912-1913 iba a ser el primer avión totalmente metálico en el mundo - y optó por el anterior y desgastado "Vlaicu II". Lamentablemente, esta decisión apresurada y poco habitual le costó la vida.
Vlaicu falleció con 30 años en un accidente de aviación el 13 de septiembre de 1913 en Băneşti (Rumanía), en su intento de ser el primero en volar por encima de los Cárpatos con una de sus aeronaves, el Vlaicu II.
Vlaicu fue elegido a título póstumo miembro de la Academia Rumana en 1948.
En honor a sus notables contribuciones al desarrollo de la aeronáutica mundial, el mayor aeropuerto de Bucarest,(en el pasado Bintinti), en el aeropuerto de Baneasa lleva su nombre. Un Airbus A318-111 TAROM registrado YR-ASA también fue nombrado con su nombre.
Un museo se estableció en su casa natal. Casa Memorial de Aurel Vlaicu.
En el billete de 50 lei aparece el retrato de Aurel Vlaicu aviador e inventor, y en el reverso su avión prototipo y una cabeza de águila.